# Олімпійські комітети Європи
Олімпійські комітети Європи (англ. European Olympic Committees) (фр. Comités olympiques européens) (італ. Comitati Olimpici Europei)— міжнародна олімпійська організація, яка об'єднує останнім часом 50 національних олімпійських комітетів Європи. Штаб-квартира розташована в Римі, Італія.

## Країни-учасниці
У наступній таблиці наведено країни Європи, які мають національні олімпійські комітети та входять в Європейські олімпійські комітети. У четвертому стовпці перша дата означає рік створення НОК, друга — визнання його Міжнародним олімпійським комітетом, якщо дати не збігаються.
| Країна               | Код | Національний олімпійський комітет                                          | Рік створення/ визнання МОК | Джерело                                           |
| -------------------- | --- | -------------------------------------------------------------------------- | --------------------------- | ------------------------------------------------- |
| Австрія              | AUT | Австрійський олімпійський комітет                                          | 1908/1918                   | [Архівовано 29 березня 2014 у Wayback Machine.]   |
| Азербайджан          | AZE | Національний олімпійський комітет Азербайджану                             | 1992/1993                   | [Архівовано 1 грудня 2007 у Wayback Machine.]     |
| Албанія              | ALB | Національний олімпійський комітет Албанії                                  | 1958/1959                   | [Архівовано 4 березня 2016 у Wayback Machine.]    |
| Андорра              | AND | Олімпійський комітет Андорри                                               | 1971/1975                   | [Архівовано 31 січня 2016 у Wayback Machine.]     |
| Бельгія              | BEL | Олімпійський міжфедеральний комітет Бельгії                                | 1906                        | [Архівовано 22 березня 2009 у Wayback Machine.]   |
| Білорусь             | BLR | Національний олімпійський комітет Білорусі                                 | 1991/1993                   | [Архівовано 22 грудня 2010 у Wayback Machine.]    |
| Болгарія             | BUL | Болгарський олімпійський комітет                                           | 1923/1924                   | [Архівовано 31 січня 2016 у Wayback Machine.]     |
| Боснія і Герцеговина | BIH | Олімпійський комітет Боснії і Герцеговини                                  | 1992/1993                   | [Архівовано 16 вересня 2009 у Wayback Machine.]   |
| Велика Британія      | GBR | Британська олімпійська асоціація                                           | 1905                        | [Архівовано 31 січня 2016 у Wayback Machine.]     |
| Вірменія             | ARM | Національний олімпійський комітет Вірменії                                 | 1990/1993                   | [Архівовано 27 жовтня 2015 у Wayback Machine.]    |
| Греція               | GRE | Національний олімпійський комітет Греції                                   | 1894/1895                   | [Архівовано 3 березня 2016 у Wayback Machine.]    |
| Грузія               | GEO | Національний олімпійський комітет Грузії                                   | 1989/1993                   | [Архівовано 22 грудня 2010 у Wayback Machine.]    |
| Данія                | DEN | Національний олімпійський комітет та спортивна конфедерація Данії          | 1905                        | [Архівовано 22 грудня 2010 у Wayback Machine.]    |
| Естонія              | EST | Олімпійський комітет Естонії                                               | 1923/1991                   | [Архівовано 4 березня 2016 у Wayback Machine.]    |
| Ізраїль              | ISR | Олімпійський комітет Ізраїлю                                               | 1933/1952                   | [Архівовано 11 квітня 2012 у WebCite]             |
| Ірландія             | IRL | Олімпійська рада Ірландії                                                  | 1922                        | [Архівовано 10 квітня 2012 у WebCite]             |
| Ісландія             | ISL | Національна олімпійська та споривна асоціація Ісландії                     | 1921/1935                   | [Архівовано 10 квітня 2012 у WebCite]             |
| Іспанія              | ESP | Національний олімпійський комітет Іспанії                                  | 1912                        | [Архівовано 13 квітня 2012 у WebCite]             |
| Італія               | ITA | Національний олімпійський комітет Італії                                   | 1908/1915                   | [Архівовано 4 березня 2016 у Wayback Machine.]    |
| Кіпр                 | CYP | Олімпійський комітет Кіпру                                                 | 1974/1978                   | [Архівовано 22 грудня 2010 у Wayback Machine.]    |
| Косово               | KOS | Олімпійський комітет Республіки Косово                                     | 1992/2014                   |                                                   |
| Латвія               | LAT | Олімпійський комітет Латвії                                                | 1922/1991                   | [Архівовано 31 січня 2016 у Wayback Machine.]     |
| Литва                | LTU | Національний олімпійський комітет Литви                                    | 1924/1991                   | [Архівовано 22 грудня 2010 у Wayback Machine.]    |
| Ліхтенштейн          | LIE | Федерація олімпійського спорту Ліхтенштейну                                | 1935                        | [Архівовано 16 вересня 2009 у Wayback Machine.]   |
| Люксембург           | LUX | Олімпійський та спортивний комітет Люксембурга                             | 1912                        | [Архівовано 22 грудня 2010 у Wayback Machine.]    |
| Північна Македонія   | MKD | Національний олімпійський комітет Республіки Македонія                     | 1992/1993                   | [Архівовано 16 вересня 2009 у Wayback Machine.]   |
| Мальта               | MLT | Олімпійський комітет Мальти                                                | 1928/1936                   | [Архівовано 31 січня 2016 у Wayback Machine.]     |
| Молдова              | MDA | Національний олімпійський комітет Молдови                                  | 1991/1993                   | [Архівовано 3 березня 2016 у Wayback Machine.]    |
| Монако               | MON | Олімпійський комітет Монако                                                | 1907/1953                   | [Архівовано 31 січня 2016 у Wayback Machine.]     |
| Нідерланди           | NED | Олімпійський комітет Нідерландів*Спортивна федерація Нідерландів           | 1912                        | [Архівовано 16 квітня 2009 у Wayback Machine.]    |
| Німеччина            | GER | Олімпійська спортивна конфедерація Німеччини                               | 1895                        | [Архівовано 4 березня 2016 у Wayback Machine.]    |
| Норвегія             | NOR | Олімпійський і параолімпійський комітет та спортивна конфедерація Норвегії | 1900                        | [Архівовано 14 квітня 2012 у WebCite]             |
| Польща               | POL | Олімпійський комітет Польщі                                                | 1918/1919                   | [Архівовано 12 квітня 2012 у WebCite]             |
| Португалія           | POR | Олімпійський комітет Португалії                                            | 1909                        | [Архівовано 3 березня 2016 у Wayback Machine.]    |
| Росія                | RUS | Олімпійський комітет Росії                                                 | 1989/1993                   | [Архівовано 16 березня 2012 у WebCite]            |
| Румунія              | ROU | Олімпійський і спортивний комітет Румунії                                  | 1914                        | [Архівовано 11 квітня 2012 у WebCite]             |
| Сан-Марино           | SMR | Олімпійський комітет Сан-Марино                                            | 1959                        | [Архівовано 22 грудня 2010 у Wayback Machine.]    |
| Сербія               | SRB | Олімпійський комітет Сербії                                                | 1910/1912                   | [Архівовано 18 листопада 2008 у Wayback Machine.] |
| Словаччина           | SVK | Національний олімпійський комітет Словаччини                               | 1992/1993                   | [Архівовано 11 квітня 2012 у WebCite]             |
| Словенія             | SLO | Олімпійський комітет Словенії                                              | 1991/1993                   | [Архівовано 31 січня 2016 у Wayback Machine.]     |
| Туреччина            | TUR | Національний олімпійський комітет Туреччини                                | 1908/1911                   | [Архівовано 16 березня 2016 у Wayback Machine.]   |
| Угорщина             | HUN | Угорський олімпійський комітет                                             | 1895                        | [Архівовано 31 січня 2016 у Wayback Machine.]     |
| Україна              | UKR | Національний олімпійський комітет України                                  | 1990/1993                   | [Архівовано 20 лютого 2016 у Wayback Machine.]    |
| Фінляндія            | FIN | Олімпійський комітет Фінляндії                                             | 1907                        | [Архівовано 6 березня 2016 у Wayback Machine.]    |
| Франція              | FRA | Національний олімпійський комітет Франції                                  | 1894                        | [Архівовано 3 березня 2016 у Wayback Machine.]    |
| Хорватія             | CRO | Олімпійський комітет Хорватії                                              | 1991/1993                   | [Архівовано 22 грудня 2010 у Wayback Machine.]    |
| Чехія                | CZE | Олімпійський комітет Чехії                                                 | 1899/1993                   | [Архівовано 3 березня 2016 у Wayback Machine.]    |
| Чорногорія           | MNE | Олімпійський комітет Чорногорії                                            | 2006/2007                   | [Архівовано 22 липня 2013 у WebCite]              |
| Швейцарія            | SUI | Олімпійська асоціація Швейцарії                                            | 1912                        | [Архівовано 13 жовтня 2007 у Wayback Machine.]    |
| Швеція               | SWE | Національний олімпійський комітет Швеції                                   | 1913                        | [Архівовано 1 грудня 2007 у Wayback Machine.]     |